# Marcus Aedius Celer
 (mai 2016).
Pour l’article homonyme, voir Celer.
Marcus Aedius Celer (fl. 8-21) était un homme politique de l'Empire romain.

## Vie
Fils d'un Marcus Aedius, un noble d'Allifae, Samnium, Italie, et de sa femme Grania, fille de Marcus Granius Cordus et de sa femme Flavonia Polla, petite-fille paternelle de Marcus Granius et de sa femme Opidia Rufa, fille de Gaius Oppidius, et arrière-petite-fille de Marcus Granius.
Il fut questeur en 8 et proconsul de Crète et Cyrénaïque en 21.
Son fils, un Marcus Aedius, marié avec une Servilia, fille de Marcus Servilius (consul) et de sa femme Nonia. Ils furent les parents de Aedia Servilia, femme de Marcus Acilius Aviola.